# 裏切りの夕焼け
「裏切りの夕焼け」（うらぎりのゆうやけ）は、日本のバンドTHEATRE BROOKの13枚目のシングルである。2010年2月24日発売。発売元はエピックレコードジャパン。

## 概要
- 2年間の活動休止を経てからのリリース。シングルとしては5年ぶりとなる。
- エピックレコードジャパン移籍第1弾。
- 通常盤、期間生産限定盤、初回限定盤の3種リリース。初回限定盤には「裏切りの夕焼け」のミュージックビデオが収録されたDVD付き。

## 収録曲

### 通常盤
1. 裏切りの夕焼け(3:24)
作詞・作曲：佐藤泰司、編曲：THEATRE BROOK
2. 未来を今(6:08) 
作詞・作曲：佐藤泰司、編曲：THEATRE BROOK
3. 裏切りの夕焼け -Karaoke Mix-(3:24)

### 期間生産限定盤
1. 裏切りの夕焼け(3:24)
2. 未来を今(6:08)
3. 裏切りの夕焼け -TV Size Opening Ver.-(1:35)
4. 裏切りの夕焼け -TV Size Long Ver.-(2:01)
5. 裏切りの夕焼け -Karaoke Mix-(3:24)

## 収録アルバム
- オリジナル『Intention』（2010年6月9日）
※Album Ver.

## タイアップ
- 裏切りの夕焼け：アニメ「デュラララ!!」/PSP用ゲームソフト「デュラララ!! 3way standoff」オープニングテーマ

## カバー
裏切りの夕焼け
- 影山ヒロノブ - アニソンカバーアルバム『誰がカバーやねんアニソンショー』（2018年2月14日発売）に収録[1]。
- GYROAXIA(Acoustic Ver.)- 『GYROAXIA ONLINE LIVE -IGNITION-』（2020年9月12日開催）にて披露。